# Polskie Towarzystwo Medycyny Stylu Życia
Polskie Towarzystwo Medycyny Stylu Życia (PTMSŻ) – towarzystwo naukowe, założone w 2018, z siedzibą w Warszawie, którego celem jest propagowanie medycyny stylu życia poprzez działalność naukową, edukacyjną, dydaktyczną i organizacyjną.
Wizja PTMSŻ to Polska wolna od chorób zależnych od stylu życia. Jako swoją misję PTMSŻ przyjęło tworzenie, rozwijanie, wdrażanie oraz promowanie opartych na dowodach naukowych praktyk i zachowań wspierających prozdrowotny styl życia z poszanowaniem zdrowia planety. PTMSŻ poprzez swoją działalność chce przyczyniać się do poprawy zdrowia i dobrostanu jednostek, grup, organizacji i całego społeczeństwa.

## Cele działania
- prowadzenie działalności naukowej w zakresie medycyny stylu życia
- upowszechnianie i wdrażanie wyników badań naukowych w zakresie medycyny stylu życia
- budowanie społecznej świadomości i umiejętności oraz upowszechnianie wiedzy w zakresie prozdrowotnego stylu życia z poszanowaniem zdrowia planety
- budowanie świadomości, wiedzy i kształtowanie postaw w zakresie medycyny stylu życia wśród studentów i przedstawicieli zawodów medycznych
- zapewnienie standardów kształcenia i standardów postępowania medycznego w zakresie medycyny stylu życia
- rozwijanie współpracy międzynarodowej w zakresie medycyny stylu życia
- budowanie porozumienia na rzecz rozwoju i wdrażania medycyny stylu życia w Polsce
- prowadzenie dialogu z władzami publicznymi w celu wdrażania rozwiązań z zakresu medycyny stylu życia

## Działalność
Towarzystwo bierze udział w organizowaniu szkoleń i promuje edukację medyczną w zakresie medycyny stylu życia. Zajmuje się także prowadzeniem badań naukowych, organizuje konferencje naukowe, współpracuje z towarzystwami i organizacjami naukowymi w Polsce i za granicą.

## Zarząd
- Prezes dr hab. n. med. Daniel Śliż
- Wiceprezes dr hab. n. o zdr. Wojciech Stefan Zgliczyński
- Dyrektor Organizacyjna lek. Alicja Baska
- Członek prof. dr hab. n. med. Artur Mamcarz
- Członek prof. dr hab. n. med. Jarosław Pinkas
- Członek dr hab. n. med. Marcin Wełnicki